# احمد ربیع
احمد ربیع (انگلیسی: Ahmed Rabee؛ زادهٔ ۱۴ اوت ۱۹۹۵) یک بازیکن فوتبال است.